# Flarktjärnen (Arjeplogs socken, Lappland)
Flarktjärnen är en sjö i Arjeplogs kommun i Lappland och ingår i Skellefteälvens huvudavrinningsområde. Sjön har en area på 0,0635 kvadratkilometer och ligger 442,1 meter över havet.

## Delavrinningsområde
Flarktjärnen ingår i det delavrinningsområde (730815-160349) som SMHI kallar för Mynnar i Uddjaure. Medelhöjden är 441 meter över havet och ytan är 3,36 kvadratkilometer. Räknas de 6 avrinningsområdena uppströms in blir den ackumulerade arean 93,68 kvadratkilometer. Båtsabäcken som avvattnar avrinningsområdet har biflödesordning 2, vilket innebär att vattnet flödar genom totalt 2 vattendrag innan det når havet efter 230 kilometer. Avrinningsområdet består mestadels av skog (58 procent) och sankmarker (20 procent). Avrinningsområdet har 0,06 kvadratkilometer vattenytor vilket ger det en sjöprocent på 1,9 procent.